# 奇蹟課程
《奇蹟課程》（A Course in Miracles，簡稱ACIM）是由心理學家海倫·舒曼編寫（本人稱其為「筆錄」（scribed））和編輯的一部靈修書籍，由同為心理學家的威廉·賽佛校訂和彙整部分内容。該書由〈正文〉，〈學員練習手冊〉和〈教師指南〉三個部分組成。從1965年至1972年，最初一些版本是在1976年由心靈平安基金會發行精裝版之前通過影印複製的。 因為最早的版本在未有版權聲明的情況下被流通，而在心靈平安基金會和奇蹟課程基金會，所持有的版權和註冊商標在長時間的訴訟後，最後於2004年被撤銷。
海倫‧舒曼稱她所「聽到」的「那聲音」是來自耶穌。
在1980年代，這部《課程》的銷售量每年都在穩步增長；然而，其銷售成長最大是在1992年。作家玛丽安娜·威廉森在脫口秀電視節目“奥普拉·温弗里秀”上討論這本書，當年錄得超過200萬本的銷量。 

## 由來
《奇蹟課程》是由海倫‧舒曼和威廉‧賽佛兩位心理學家基於同一共識，聯袂合作而成的靈修作品。在1965年，海倫‧舒曼在紐約哥倫比亞大學外科醫學院開始了她的職業生涯，為威廉‧賽佛的同事。 當他們的每週辦公會議變得勾心鬥角時，威廉‧賽佛認為「一定另有出路！」。 海倫‧舒曼認為，這次的互動引發了一系列內在的激盪，產生了夢與內在視覺的指引，並認為這些指引是來自耶穌的「聲音」。她說，在1965年10月21日，她相信那「內心的聲音」告訴她：「這是闡釋奇蹟的課程，請將內心的聲音紀錄下來。」海倫‧舒曼說，紀錄的過程使她非常不舒服，儘管這並未嚴重到使她停筆。 第二天，她向威廉‧賽佛解釋了她的「筆錄」事件。令她驚訝的是，威廉‧賽佛鼓勵她繼續這個過程。當他讀到此筆錄稿的時候，還提出要協助她打字；於是第二天的筆錄繼續進行，如此持續了七年。 
直到1972年，前三部分的筆記已經完成，而最後指示的兩部分寫作持續到1977年11月才完工。
本尼迪克特·格羅舍爾（Fr. Benedict Groeschel）是一名天主教神父，曾在威廉‧賽佛下學習，並與海倫‧舒曼一起工作，他於1972年11月安排肯尼斯‧霍布尼克（Kenneth Wapnick）向海倫‧舒曼和威廉‧賽佛介紹。格羅舍爾於一九七三年獲得了《奇蹟課程》手稿的副本，並得到海倫‧舒曼的作證說，這份稿件將不被流出；不過，隨著海倫‧舒曼的許可，他將其提供給肯尼斯‧霍布尼克。肯尼斯‧霍布尼克隨後閱讀了初稿，並與海倫‧舒曼和威廉‧賽佛進行了進一步的修訂，他認為需要進行校稿，以便讓該書得擁有可正式出版的形式。威廉‧賽佛隨後又對〈奇蹟原則〉一節作了進一步的編輯以及對此章一節的定奪，不久之後，他們選擇退出直接地對內容進一步的重大修改。肯尼斯‧霍布尼克和海倫‧舒曼繼續校訂手稿，刪除顯然僅針對海倫‧舒曼和威廉‧賽佛個人解答的訊息、創建章節和章節標題，並糾正段落結構、標點符號和大小寫中的各種不一致之處。 此次編輯在1975年2月左右完成。肯尼斯‧霍布尼克隨後成為《奇蹟課程》的教師，任職於奇蹟課程基金會（Foundation for A Course in Miracles, FACIM）的聯合創始人兼總長，同時也是心靈平安基金會(Foundation for Inner Peace, FIP)的董事和執行委員會成員。

## 內容
《奇蹟課程》被分作三個部分——〈正文〉、〈學員練習手冊〉，以及〈教師指南〉：
- 〈正文〉提出了關於真理與幻相這兩個相異且互斥的思想體系（其中，只有「真理」這一體系在《課程》中為真）：

- 它指出，涉及時間、空間和感知，這所有具體可知、可被測量、存在著不同角度和層次的一切都是虛幻的、二元的，其究竟的涵義為「罪咎」。這些在《奇蹟課程》認為「不具任何意義」的一切，被《奇蹟課程》稱作「知見」。《奇蹟課程》提出了一種「非二元」且「純一體」的思維，並指出，「上主」是唯一的真理和實相：完美，不變，不具人格，徹底抽象，無可動搖，只有「聖愛」的無限推恩，沒有時空世界裡任何可能的衝突和阻礙存在；儘管這並不是在時間與空間之二元分裂的角度能夠被理解的。這個理論進一步指出，我們所感知到世上各不相同的一切物質以及分秒皆異的所有經驗實際上是「同一個生命的某個層面為取代那『唯一的、恆定的、無限的實相』而意圖『迸裂』出來的、極其多變的幻覺、幻象之夢」（實相中，並沒有「這個」、「那個」、「程度」、「角度」、「大小」、「方位」、「你我」、「差異」，以及任何「形式」的二元互動之分，因為上主只有一個「兒子」，在《課程》中有時被稱為「聖子奧體」），這「同一個生命」（基督）在一個「不曾發生過的一剎那差錯」裏，開始作起分離、分裂的「人間大夢」。它聲稱「永恆」是在時間和空間之外，而這個「大夢」從未發生在「永恆的實相」中，並且「早已結束」，即便這並非「虛幻的『知見』（又稱小我，ego）」所能夠理解。當討論到如何從一個完美和不變的上主出現這樣一個虛幻夢境（即我們現在經驗到的人生、世界、時空）的問題時，《課程》表示，提出這個問題是假定了「時空」這場「罪咎之夢」是真實的，然而，它從來並非真實存在（否則，圓滿的、不具形式的永恆之境即不可能是真的）；因此，這實際上代表罪咎的「夢境」毫無「為何存在」之理由。[11][12]《奇蹟課程》指出，我們認定自己的存在是獨立的個體，這一想法是根本地錯誤。然而，自從我們體驗到了時間、空間，並像是活在這個「存在層次」時，《課程》解說此為第二層級的思想體系：

- 所有的「程度」、「角度」、「層次」等等舉世俯拾皆是的概念和經驗，在《奇蹟課程》中被稱為「夢」、「分裂之念」，即實際上從未發生過的事。《奇蹟課程》指出，這個層次由「昏睡的聖子」認定自己「成功地攻擊了上主」所造成。此外，「聖子」在《奇蹟課程》中不被認為是耶穌及他的形體本身，而指一個沒有形相、沒有分別的純靈境界。在時空之夢中，「知見」不斷地來自於它的起源：分裂，判斷和攻擊。這導致《奇蹟課程》稱為「罪（過去）—疚（現在）—懼（未來）」的循環：因「聖子」好似拒絕了上主無限推恩的永恆漣漪和「妄造」了宇宙的時空（大爆炸）而在內心深處感到二元意識的罪咎，這導致在內心深處更加拒絕、否定一體的「生命源頭」，並因此對好似要到來的「上主的憤怒」、「神罰」、「最後的審判」感到十分驚懼，深信造物主一定會轉身報復（然而，《奇蹟課程》指出，上主從未有過「報復」的想法，亦不曉得聖子「正作著分裂之夢」，因在「實相」裏，這一切根本未曾發生過；此為《奇蹟課程》全書反覆強調的中心思想）。「罪—疚—懼」可怕得令人無以面對，因此無邊無際的心靈在形上的層次好似無路可走的情況下，立刻建立起強烈的「防衛措施」，將內心的匱乏與憎惡全投射在自己之外，形成了這一個時間與空間構織而成，並且「分裂」這一主題俯拾皆是的世界。所以對人類及世界（即「心靈」所投射出的具體結果）來說，有形的痛苦與罪惡是隨處可見的。世界好似成為一個充滿威脅的地方，我們一生幾乎都在各種形式的大小恐懼，衝突和死亡之中度過。維繫這一投射過程的思維被《奇蹟課程》稱為「小我」（ego）或「抉擇錯誤的心靈」（the wrong mind）。《奇蹟課程》總結，在地球上（乃至整個宇宙）的時空生活中不存在真正意義上的幸福，只要還有「形相」、「層次」的感知，本身即象徵著「分裂」（其本質上只是濫竽充數的「特殊關係」，意圖取代「天堂」的「一體性」之物），對此，《奇蹟課程》認為，因而須將原先二元意識的「投射—定罪」（失心）透過「聖靈的眼光」取代成「寬恕—解脫」（正念）；因為我們的「正念之心」（《課程》亦稱「聖靈」、「基督自性」）在時空之外，不可能受到世上任何形式的攻擊。按照《奇蹟課程》，「交託『聖靈』」，藉由《奇蹟課程》所定義的此類「寬恕」來放下所有評判，是「親自接受救贖」的方式，從夢中醒來，覺於本有的上主永恆境界。最終，這意味著「個體性」和「意識」（此皆為同義詞：意識、小我、分裂、罪咎、幻境）的結束。在這個觀點上，與印度傳統中的「業」（karma）之概念和《薄伽梵歌》經文相似(在肯尼斯學派的解說裡，「業」只是具體的果；形而上非具體的「分裂」意識才是真正唯一的因，故《奇蹟課程》的「寬恕」透過日常中每一具體的事件及念頭所化解的，也僅僅是這個「因」而已)，海倫‧舒曼回憶道：有關《薄伽梵歌》之思想她是不熟悉的，儘管威廉‧賽佛是了解其內容的。

- 〈學員練習手冊〉提供了365課的練習，一年當中每天有一課，其中聲稱據此將學員的思維模式逐漸從「內疚—投射恐懼—定罪」轉變為「選擇聖靈的眼光寬恕—放下評斷—體驗到大我之愛」。《奇蹟課程》將「奇蹟」定義為使「知見」轉變的有意識的選擇。〈學員練習手冊〉嘗試訓練學員穩步地、逐日地看見「基督自性」從未真正「經驗到二元的、有形體的世界」之一體覺境，與上主別無二致。這些訓練旨在通過實際的操練來闡明其所能帶來的效益。〈學員練習手冊〉的核心信息是，若要全然地寬恕自己（肯尼斯的解說稱，其「真正的寬恕」非同傳統意義上的寬恕；世界的傳統認為寬恕的意義，是由於那些「有待寬恕的罪過」的確發生了，所以需要去寬恕那些「已發生的事」），一個人必須１．寬恕生命中所經驗到的一切，無論「好」與「壞」。２．透過聖靈（即「上主在世上的代言之聲」）的指示，憶起「正知見」、「內在嚮導」或稱「靈明」）。最終，一年的練習過後，〈學員練習手冊〉將指出，「這個課程只是一個起步，而非結束」，而修習此三百六十五課的學員，通常會花上比一年還長的時間。〈教師指南〉是一系列問題和答案。旨在激勵讀者成為「上主之師」——一位生活在時空中，而同時能經驗到寬恕的一體性，放開所有個體的和世上建立的所有特殊的關係（但並不是指在外在的生活做任何改變；肯尼斯強調，無需做任何形式層次的改變。無須為了課程而遁世苦修、改變穿著、為了課程而改變自己的行為，為此顯得和人們不同；一切只需遵循聖靈的指引，過自己原本衷心的俗世生活），具體而言，在《奇蹟課程》定義裡，只要曾經遵照「一天不超過一課」的原則練習過一輪〈學員練習手冊〉之三百六十五課者，都可稱作「上主之師」，然實際上因練習過一輪所得的對寬恕的體驗及化解內心罪咎的情形如何，通常各人各不相同，且無具體的評量標準。在第三版中，添加了兩本小冊子〈心理治療〉和〈頌禱〉。它們分別詳細闡述了《課程》中心理治療和祈禱的意義。

## 心靈平安基金會版本
《奇蹟課程》前三部分限量發行了300版，由心靈平安基金會（Foundation for Inner Peace）發行。 1976年6月，心靈平安基金會發布了《奇蹟課程》的前三部分，以5000份拷貝運行的三冊精裝書出版，以及補充小冊子：〈心理治療—目的、過程與行業〉的出版。 1985年，心靈平安基金會開始出版平裝合訂本，內容包含最初的前三部分。1992年，心靈平安基金會發行了第二版精裝版。 該修訂在前三個部分中引入了一些小的更改，包括添加一些編輯內容和增加了一個《奇蹟課程》引文的編號系統，以及新增了〈詞彙解析〉部分。 同時，心靈平安基金會還發布了補充性的〈頌禱〉小冊子。

## 各界接受度
自從1976年第一次上市以來，心靈平安基金會的清單裡超過250萬份《奇蹟課程》已銷往世界各地。該文本已被翻譯成25種語言。《奇蹟課程》是已分布到世界各地，構成了一系列有組織的奇蹟團體的基礎。
最初的奇蹟教師之一肯尼斯‧霍布尼克表示：「如果聖經被認為是真實的，那麼（從聖經的文字學家的角度來看），這部課程必然被視為惡魔的靈感。」天主教牧師本尼迪克特·格羅舍爾（Benened Groschel）雖然是薛克曼，泰特福德和霍布尼克的朋友，但也批評了《奇蹟課程》和相關組織。他認為《奇蹟課程》的一些要素是他所謂的「嚴重和潛在的危險的基督宗教神學的扭曲」，他寫道這是「虛假啟示的一個很好的例子」，它已經「成為許多人的精神威脅」 福音派編輯艾略特·米勒（Elliot Miller）說，《奇蹟課程》中使用的基督宗教術語被「徹底重新定義」為類似新時代(New Age)的教義，其他基督宗教評論家則認為，《奇蹟課程》是「強烈的反聖經」，與基督宗教不相容，模糊了造物主與被造物之間的區別而強有力地支持神秘主義和新時代的世界觀。
懷疑論者羅伯特·卡羅爾（Robert T. Carroll）批評《奇蹟課程》已是「一個小型工業」，被過度商業化，且被過度描述為「對基督宗教的改善」。卡羅爾說，這些教導不是原創性的，並建議將它們從「各種來源，無分東西方」中被淘汰。

## 相關作品
兩項相關作品被視為《奇蹟課程》的教材延伸。作者葛瑞‧雷納（Gary Renard）的《告別娑婆》(The Disappearance of the Universe)，於2003年首次出版，並於2005年委託授權《奇蹟課程》中文版譯者若水翻譯《告別娑婆》中文版。瑪麗安·威廉森（Marianne Williamson）於1992年出版《愛的奇蹟課程》(A Return to Love)。《告別娑婆》於2003年由無懼之書(Fearless Books)出版社首次出版，後來由賀書房(Hay House)出版社於2004年重新出版。出版者周刊(Publishers Weekly)注意到葛瑞‧雷納對《奇蹟課程》的殊勝體驗影響了他的書。